# Ansitz Grustdorf

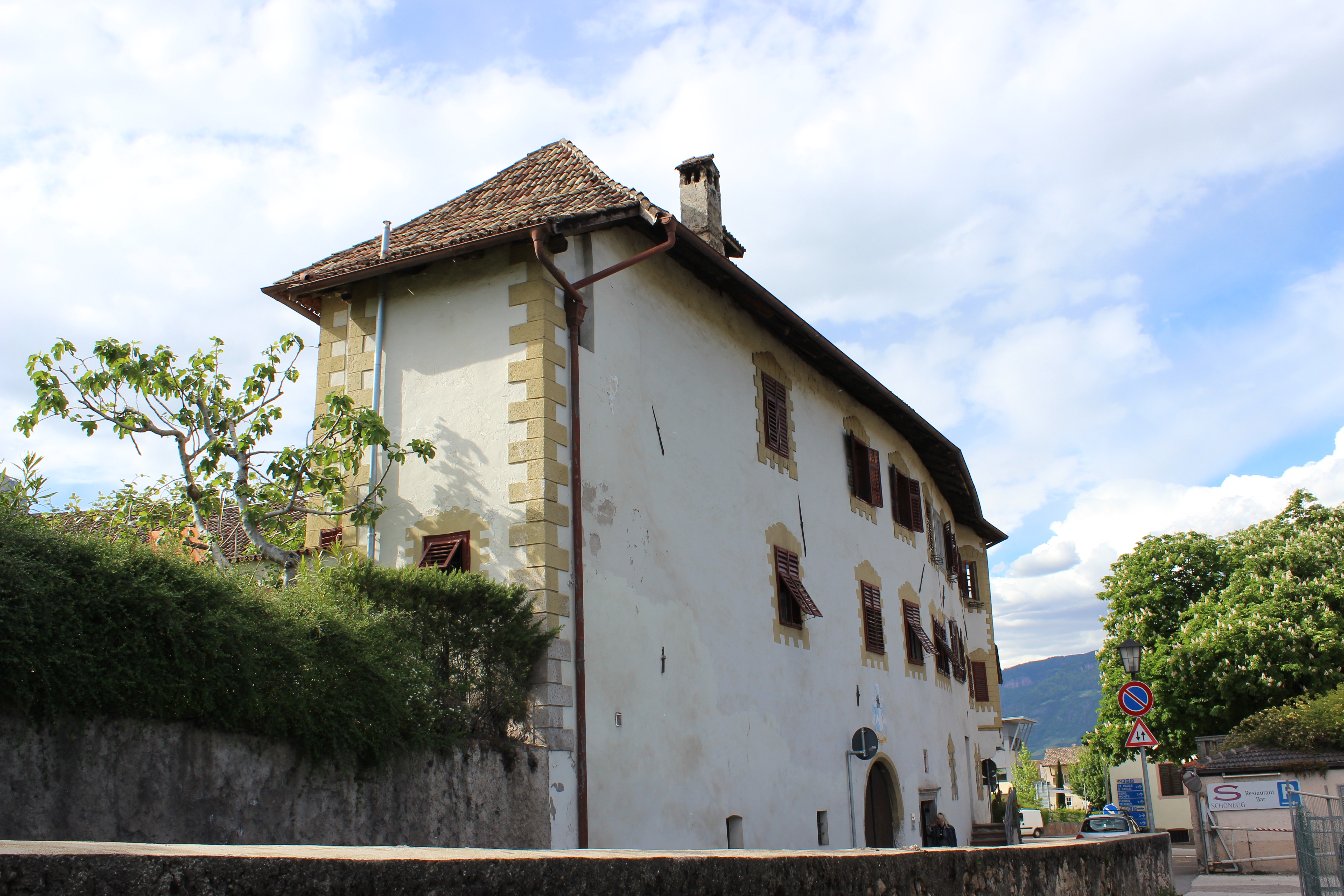
Ansitz Grustdorf

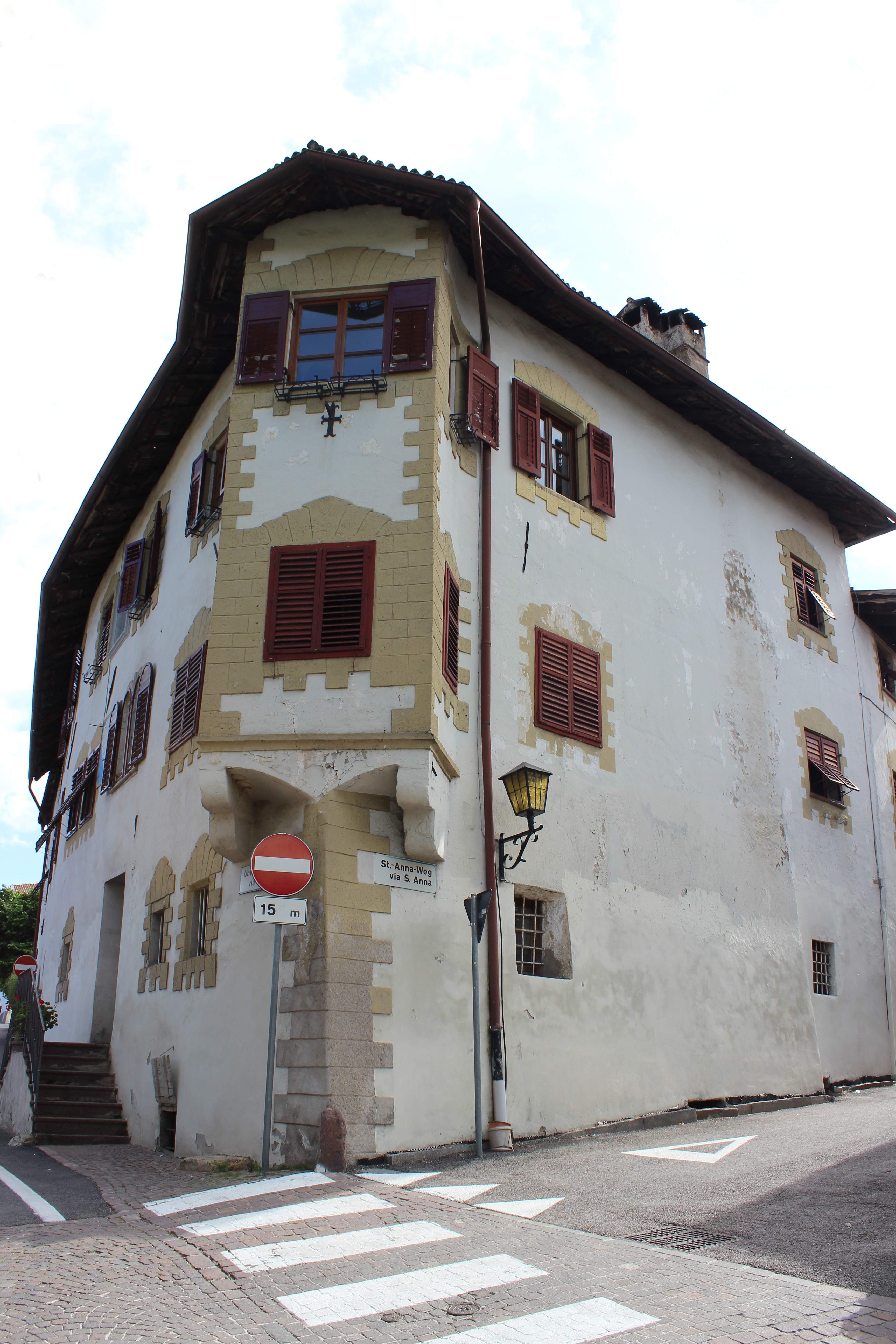
Nordöstlicher Eckerker

Ansitz Grustdorf (veraltet auch Grußdorf) ist ein geschütztes Baudenkmal in St. Michael, einer Fraktion der Gemeinde Eppan in Südtirol.

## Geschichte
Als Erbauer gelten die Herren Grustner von Grustdorf, einem seit dem Ende des 15. Jahrhunderts in Eppan ansässigen ursprünglich bürgerlichen Geschlechts. Für seine Verdienste in den Türkenkriegen erhielt 1580 Adam Grustner den Adelsstand. Seit 1624 führten sie nach dem Ansitz das Adelsprädikat von Grustdorf. 1750 erfolgte die Erhebung in den erbländischen Freiherrenstand. Nachdem die Grustner Freiherren von Grustdorf zu Reinsperg Mitte des 18. Jahrhunderts erloschen sind, folgten als Eigentümer auf Erbwegen die Herren von Elzenbaum, später die Herren von Vintschger. Letzterem briefadeligen Geschlecht gehörte im Ort auch der Ansitz Altenburg. Darauf fiel Grustdorf im 19. Jahrhundert in bäuerliche Hände. 1867 erwarb ihn die Familie Sparer. Seit 22. März 1951 steht das Gebäude unter Denkmalschutz. Der Ansitz Grustdorf wird mittlerweile als Ferienunterkunft genutzt.